# Аль-Мухандис, Абу Махди
Абу Махди аль-Мухандис (1 июля 1954, Abu Al-Khaseeb District, Басра — 3 января 2020, Ирак) — иракский и иранский политический и военный деятель. На момент гибели занимал должность заместителя руководителя коалиции Сил народной мобилизации, участвовавшей в боевых действиях против Исламского государства. По некоторым сведениям, имел тесные связи с Силами «Кудс», входящими в состав вооружённых сил Ирана. Являлся командиром шиитского ополчения «Катаиб Хезболла», а до этого сотрудничал с Корпусом стражей исламской революции против режима Саддама Хусейна.
Абу Махди аль-Мухандису были предъявлены обвинения в терроризме на территории Кувейта в 1980-х годах. В 2007 году он был заочно приговорён кувейтским судом к смертной казни за участие в организации взрывов в 1983 году. Абу Махди аль-Мухандис был внесён США в список международных террористов.
3 января 2020 года погиб в результате авиаудара США по международному аэропорту Багдада. В ходе этого нападения также погиб генерал-лейтенант вооружённых сил Ирана Касем Сулеймани.

## Биография
Родился 1 июля 1954 года в округе Абу-эль-Хасиб, мухафаза Басра, Ирак. Его отец был гражданином Ирака, мать — гражданкой Ирана. В 1977 году окончил обучение в Ираке, получив диплом инженера, и в том же году вступил в шиитскую партию Дава, выступавшую против правительства баасистов. После того, как Саддам Хусейн запретил деятельность партии Дава, Абу Махди Аль-Мухандис в 1979 году бежал через границу в иранский город Ахваз, где был создан лагерь для подготовки иракских диссидентов с целью сместить режим Саддама Хусейна. В 1983 году вместе с Корпусом стражей исламской революции организовывал в Кувейте атаки на посольства стран, которые поддерживали Ирак в Ирано-иракской войне. В декабре 1983 года бежал в Иран через несколько часов после взрывов бомб в посольствах США и Франции в Кувейте. Позднее был заочно осуждён и приговорён к смертной казни судом в Кувейте за организацию террористических актов. Поселился в Иране, женился на местной женщине, получил иранское гражданство. Позднее был назначен военным советником Сил «Кудс», консультируя их в ходе организации атаки на иракских военных в Басре.
В 2003 году после вторжения США и их союзников вернулся в Ирак и стал выполнять функции советника по безопасности премьер-министра Ибрахима аль-Джафари. В 2005 году был избран в совет представителей Ирака представителем партии Дава от мухафазы Бабиль. В 2006 году официальные лица США обратились к премьер-министру Ирака Нури аль-Малики с просьбой выдать им организатора терактов в Кувейте в 1983 году. Абу Махди аль-Мухандису пришлось бежать в Иран.
В декабре 2011 года после начала вывода американских войск вернулся в Ирак и возглавил шиитское ополчение «Катаиб Хезболла», а затем стал заместителем руководителя «Сил народной мобилизации».
31 декабря 2019 года государственный секретарь США Майк Помпео назвал Абу Махди аль-Мухандиса, наряду с Каисом Хазали, Хади аль-Амири и Фалихом аль-Файядом, ответственными за нападение на посольство США в Багдаде.
3 января 2020 года Абу Махди аль-Мухандис был убит вместе с Касемом Сулеймани в результате авиаудара США по международному аэропорту Багдада по приказу президента США Дональда Трампа.